# Islas Bienvenido (Georgias del Sur)
Las islas Bienvenido (en inglés: Welcome Islands) (53°58′S 37°29′O / -53.967, -37.483) son un pequeño grupo ubicado al norte de la bahía Inhóspita en la costa septentrional de la isla San Pedro (Georgias del Sur). Este grupo insular se halla a 6 km al oesnoroeste del cabo Buller, cerca del extremo noroeste de la isla San Pedro, de la cual se encuentra separada por el pasaje Balleneros.
Estas islas fueron descubiertas por el capitán James Cook en 1775. El nombre en inglés data de al menos 1912 y se halla actualmente bien establecido, al igual que el nombre Bienvenido en idioma castellano que figura en la cartografía de Argentina.
El punto más alto de las islas es de 88 m. El grupo insular comprende 4 ínsulas rocosas principales y varias otras menores; extendiéndose entre la roca Cielo situada al sur y la roca Alta que está al norte y asimismo constituye el punto extremo norte del grupo de Islas de San Pedro.